# Tallián Lajos
Vizeki Tallián Lajos (Ludovicus Tallian, Sopron, 1684. április 9. – Buda, 1730. augusztus 25.) perjel, Ágoston-rendi szerzetes és tanár.

## Élete
A nemesi származású vizeki Tallián családban született. A Pál név alatt született. Apja, vizeki Tallián Pál (†1724), soproni harmincados, anyja szentgyörgyi Horváth Mária volt. Apai nagyszülei vizeki Tallián Péter, soproni harmincados, soproni követ, és nyéki Nyéky Magda (†1670) voltak. Bécsben volt teológiai tanuló, papfelszenteléskor a "Lajos" nevet vette fel; miután pappá szentelték, előbb Miskolcon, azután Tokajban lelkészkedett. 1724-ben Budán mint kisegítő lelkész működött, 1726-ben Fiuméban vikárius perjel, ahol gróf Koháry István támogatta őt a kolostor és a templom újjáépíttetésében. 1728-ban Budára költözött.

## Munkái
1. MoYsI PannonICo LaDIsLao, Vtpote ortoDoXae FIDeI Prop VgnatorI GLorIoso, PannonIae RegI AVgVsto, TVtorI, In DeVICtoqVe HeroI In BasILICa s. StephanI De Morte annaLI, Deferente... Viennae, 1705
2. Disputatio ethica juxta consvetam philosophandi methodum in mille Conclusiones concinnata, continens generalia quaedam praecepta Tripartitae, ab Aristotele adolescentibus saepius inculcatae, nec non onmibus cujuscunque Status, necessariae et utilissimae Philosophiae Moralis Monasticae, Oeconomicae & Politicae 1707. Uo.